# Leonhard Leeb

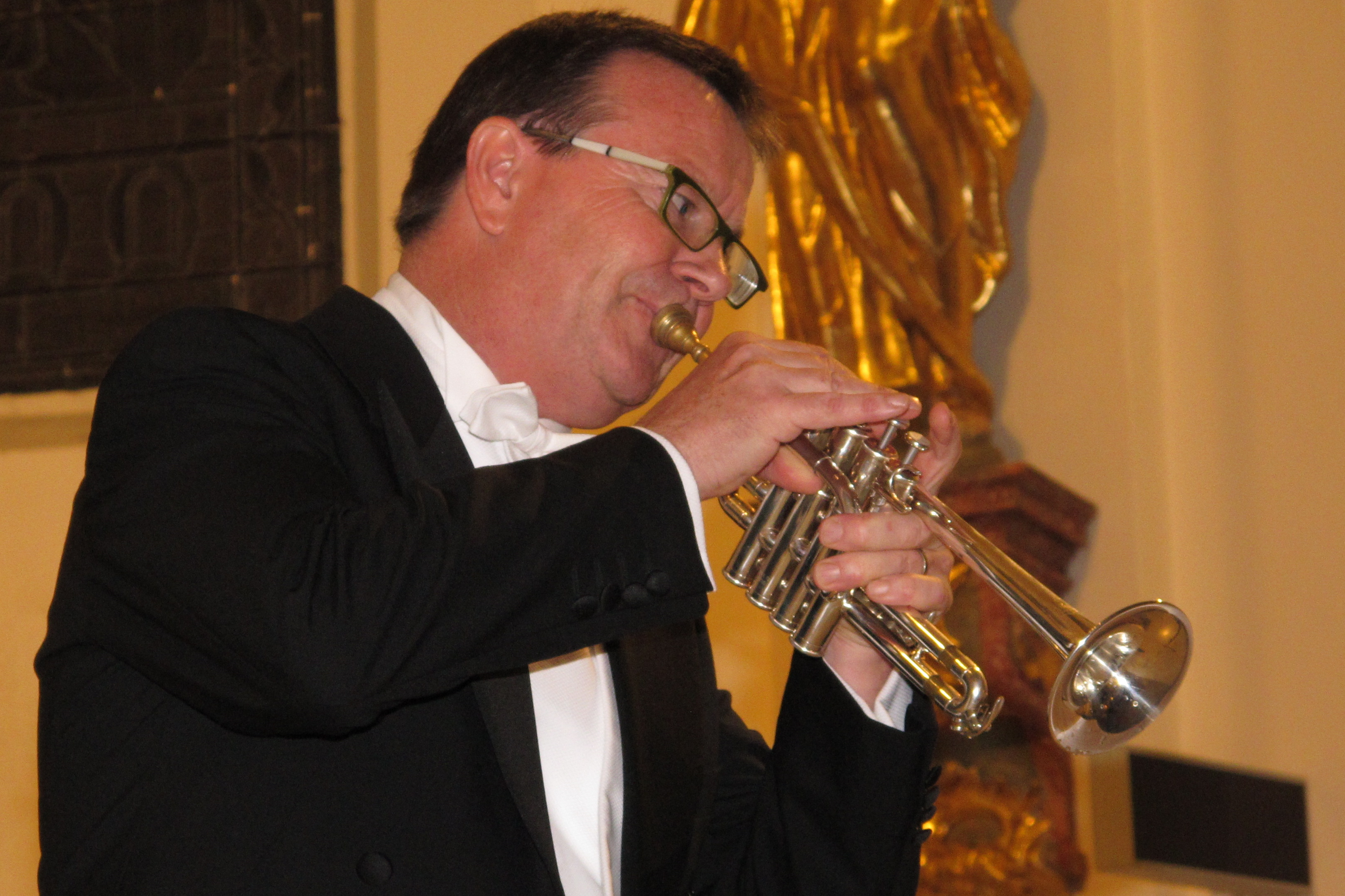
Leonhard Leeb 2010

Leonhard Leeb (* 17. Jänner 1962) ist ein österreichischer Trompeter, Autor und Komponist.

## Leben
Leonhard Leeb erhielt seine erste künstlerische Ausbildung an der Musikschule Feldkirchen bei Alois Vierbach und am Kärntner Landeskonservatorium bei Rudolf Hermann. An der Universität für Musik und darstellende Kunst in Wien studierte er Konzertfach Trompete bei der internationalen Trompetensolistin Carole Dawn Reinhart und bei Josef Pomberger, dem Solo-Trompeter der Wiener Philharmoniker. Die Richtung für seine weitere künstlerische Entwicklung wurde durch Meisterkurse bei Maurice André und Ludwig Güttler vorgegeben. Er vervollständigte seine Studien bei Arturo Sandoval, Edward Tarr und Friedemann Immer. Leonhard Leeb trat als Solist bei den österreichischen Musikfestivals Bregenzer Festspiele, Carinthischer Sommer und dem Festival Wiener Klassik auf. Bei Tourneen mit dem Berliner Bläserensemble, dem Orpheus Chamber Orchestra of New York und bei den Moskauer Virtuosen (unter Wladimir Teodorowitsch Spiwakow) spielte er die erste Trompete im Orchester. Das von ihm gegründete Ensemble Trumpets In Concert trat seit 1999 u. a. bei den Festivals Proms at St. Jude’s oder den Bregenzer Festspielen auf. Leonhard Leeb spielt Yamaha-Trompeten. Er lebt in Wien.
Er ist Patentinhaber einer Vorrichtung zum Bewusstmachen des Druckes im Körper des Bläsers (Anblasdruck) bzw. zur Visualisierung des Druckes des Luftstromes im Blasinstrument.

## Ensembletätigkeit und Welturaufführung
Akzente in der Künstlerentwicklung setzte Leonhard Leeb mit seinen Ensembles, Bands und Formationen (Trumpets in Concert, The Art of Trumpet Vienna, Imperial Fanfares, Attitude, blue d'Anube u. a.) im Bereich Klassik ohne Grenzen:
- Trumpets in Concert (classical group)[2]
- The Art of Trumpet Vienna (contemporary formation)[3]
- Attitude (band akustic)
- Band Acoustic (chamber ensemble)
- Imperial Fanfares

2004 spielte The Art of Trumpet Vienna im Rahmen des Eröffnungsaktes des Festivals Carinthischer Sommer die Welt-Uraufführung des Werkes „Fanfare for Carinthia“ von Sir Peter Maxwell Davis. Das Werk wurde für 4 Trompeten geschrieben, bei der Uraufführung waren dies Martin Angerer, Josef Bammer, Lorenz Raab und Leonhard Leeb.

## Musikmanagement
Leonhard Leeb ist Autor von Büchern und wissenschaftlichen Artikeln zum Thema Musikmanagement.
Promoviert hat er zu dem Thema „Die Verwertungsverankerung der künstlerischen Arbeit, deren Administration und Rechtsgrundlagen unter Berücksichtigung des freien Wahlrechts der Verwertungsgesellschaft in Europa“ an der Universität für Musik und darstellende Kunst in Wien. Seit 1993 unterrichtet er an der Universität für Musik und darstellende Kunst Wien das Fach Musikmanagement. Am Institut für Kulturmanagement ist er als Lehrbeauftragter im Universitätslehrgang Kulturmanagement tätig. Er berät freischaffende Musiker, Ensembles und professionelle Veranstalter in konzeptionellen, karriere-, image- und bekanntheitsfördernden Belangen. Seit 1999 führt er regelmäßig Tagesseminare Classic Music & Music Business für freischaffende Musiker, Mitarbeiter von Künstleragenturen, Kulturämter und Konzertveranstalter durch. Des Weiteren ist er mit Vorträgen über Musikmanagement, Talentförderung und Künstlerentwicklung an Weiterbildungsinstitutionen und Musikuniversitäten u. a. Mozarteum Salzburg, Hochschule für Musik und Theater Hannover tätig. Weitere Vorträge hält er über Sponsoring am Institut für kulturelles Management in Wien, Kultur- u. Managementzentrum St. Marienkirchen/Polsenz und Kultur & Management, Universität Budapest. Im Jahr 1996 erarbeitete er ein Sponsoringkonzept für die Universität für Musik und darstellende Kunst in Wien. Ferner hält er Vorträge über Urheberrecht u. a. Austrian Composers’ Day 2014.

## Diskographie (Auswahl)
- CD „Imperial Fanfares“ erschien weltweit 2004 bei NAXOS International und wurde u. a. in folgenden internationalen Musikmagazinen besprochen: BBC Music (UK), Gramophone (UK), La Scena Musicale (E) und ITG Journal (USA).[5]
- Trumpets in Concert – What a Wonderful World (Celebrate Productions 2000)
- Sound of Europe – Europahymne Specials (SR2006)
- Trumpets in Concert – A Very Special Christmas (Celebrate Productions 2007)
- Trumpets in Concert – Secret Garden (Celebrate Productions 2010)
- The Breath of Silence (2012)[6]

## Publikationen
- Kultursponsoring: Vertragliche Grundlagen LexisNexis ARD ORAC, 1991, ISBN 978-3-7007-0306-8
- Der Wert künstlerischer Arbeit – Urheberrecht, Rechtewahrnehmung und Administration durch Verwertungsgesellschaften facultas Verlag, Wien, 2009, ISBN 978-3-7089-0388-0
- Das Konzert aus veranstaltungs- und urheberrechtlicher Sicht In: Rechtsprobleme im Kulturbetrieb Hrsg. Heimo Konrad, facultas Verlag, Wien, 2015, S. 299ff, ISBN 978-3-7089-0949-3
- Praxisheft – How to play with Silent Brass, MUSIC&Management im Vertrieb Koch Musikverlage

## Kompositionen
- Inaugurial Fanfare – Zur Inauguration des Bundespräsidenten Dr. Heinz Fischer am 8. Juli 2010 im Parlament vor vollbesetztem National- und Bundesrat wurde dieses Werk live von ORF2 ausgestrahlt. Dies war das zweite Mal, dass Leonhard Leeb eingeladen wurde, die musikalische Umrahmung der Angelobung des Bundespräsidenten Dr. Heinz Fischer im Parlament zu gestalten. Das erste Mal fand sie am 8. Juli 2004 statt.
- Wrapped in Mystery – Die Gemeinsame Trauersitzung des Nationalrates und des Bundesrates anlässlich des Ablebens von Bundespräsident Dr. Thomas Klestil konnten die Österreicher ebenso auf ORF2 live am 8. Juli 2004 mitverfolgen. Zu diesem Anlass wurde Wrapped in Mystery eine Komposition von The Art of Trumpet Vienna uraufgeführt.
- Fanfare für S. D. Fürst Hans-Adam II. von und zu Liechtenstein – Aus Anlass des 65. Geburtstags S. D. Fürst Hans-Adam II. wurde zur Eröffnung der Sonderausstellung „Der Fürst als Sammler“ 2010 im Museum Lichtenstein diese Fanfare uraufgeführt.
- A noisy century (2YK) – Uraufführung Bregenzer Festspiele 2000
- Pour Elena – Uraufführung Proms at St Jude’s 2005, London

## Preise
Der Kurzfilm 8 Miniaturen für Trompete wurde mit dem Publikumspreis im Filmcasino Wien im Rahmen des Wettbewerbs Best Austrian Animation 2015 ausgezeichnet. Regie: Beatrix und Dietmar Hollenstein; Idee, Drehbuch, Artwork, Animation, Compositing, Edit: Beatrix und Dietmar Hollenstein; Trompete: Leonhard Leeb; Produzent: Quadframeter OEG; Koproduzent: Celebrate Production September 2015; Gesamtlänge 11'30; Musik zum Kurzfilm: Wolfgang Rihm: Kleine Echofantasie, Friedrich Cerha: Der Rattenfänger, Leonhard Leeb: My life, my style, György Ligeti: Die Große Schildkröten-Fanfare vom Südchinesischen Meer, Luciano Berio: Gute Nacht, Gottfried von Einem: Concordia Fanfare, Kurt Schwertsik: Strecken & Gähnen, Witold Lutosławski: Tune.